# Степанов, Вячеслав Васильевич
Вячесла́в Васи́льевич Степа́нов (23 августа [4 сентября] 1889, Смоленск — 22 июля 1950, Москва) — русский и советский математик, член-корреспондент АН СССР (с 1946).

## Биография
В. В. Степанов родился 23 августа (4 сентября) 1889 года в Смоленске, в семье школьных учителей — Василия Ивановича и Александры Яковлевны Степановых. В 1908 году окончил с золотой медалью смоленскую гимназию. В том же году он поступил на физико-математический факультет Московского университета, который окончил в 1912 году.
По окончании университета в 1912 году он был направлен в научную заграничную командировку в Германию, где посещал лекции Давида Гильберта и Эдмунда Ландау. С 1915 года началась его преподавательская деятельность. В 1921 году он был привлечён своим учителем Д. Ф. Егоровым к подготовке молодых учёных в Научно-исследовательском институте математики и механики.
В. В. Степанов был активным участником семинара Д. Ф. Егорова. Здесь, на семинаре, он познакомился со своей будущей супругой, Юлией Антоновной Рожанской (1901—1967). В 1927—1934 годах принимал участие в составлении «Технической энциклопедии» в 26-и томах под редакцией Л. К. Мартенса, автор статей по тематике «математика».
В 1928 году Степанов стал профессором Московского университета, в 1934 году — доктором физико-математических наук, в 1946 году — членом-корреспондентом Академии наук СССР.
С 1929 по 1938 годы он возглавлял отдел теоретической геофизики Государственного астрофизического института. В 1939 году был назначен директором Научно-исследовательского института математики и механики и занимал этот пост до своей смерти.
После образования в 1933 году механико-математического факультета МГУ В. В. Степанов стал заведующим одной из двух организованных на этом факультете кафедр математического анализа. В 1935 году из двух кафедр математического анализа были образованы три кафедры: кафедра анализа и теории функций, кафедра функционального анализа и кафедра дифференциальных уравнений, заведующим которой Степанов был с момента её образования до своей смерти в 1950 году.
В 1940 году В. В. Степанов был награждён орденом «Знак Почёта», в 1950 году удостоен почётного звания «Заслуженный деятель науки РСФСР». В 1951 году (посмертно) стал лауреатом Сталинской премии (присуждена за его учебник «Курс дифференциальных уравнений», 5-е издание которого вышло в свет в 1950 году).
В 1944 году он был избран вице-президентом Московского математического общества, а в 1949 году стал его почётным членом.
В годы Великой Отечественной войны Степановым была решена важная задача практического характера — произведён математический расчет динамики взвешенных частиц в работающей турбине. В результате стало возможным определить наиболее уязвимые для ударов минеральных частиц топлива участки лопастей вентиляторов турбин. Эти расчёты были непосредственно использованы на УралГЭС.
В 1949 году В. В. Степанов тяжело заболел (тяжёлое поражение сердца и почек в соединении с туберкулёзом), но, уже будучи весной 1950 года прикованным к постели, продолжал работать над вторым изданием своего курса дифференциальных уравнений. Скончался 22 июля 1950 года.

## Научные интересы
Область научных интересов В. В. Степанова была очень широкой: теория функций вещественного переменного, тригонометрические ряды, математическая физика. При этом, по собственному выражению учёного, его «первой любовью» были дифференциальные уравнения, и ей он оставался верен до конца жизни, хотя первые свои самостоятельные научные исследования, под влиянием Н. Н. Лузина, он посвятил теории функций вещественного переменного.
Им было положено начало новому направлению исследований московской математической школы — теории функций многих переменных. Один из его наиболее значительных результатов содержится в двух публикациях, 1923 и 1925 годов. В них Степановым изучены условия существования общего и обобщённого дифференциала для функции двух переменных. Работы Степанова в области теории дифференциальных уравнений были тесно связаны с применениями её в небесной механике.
В теории функций В. В. Степанов исследовал свойства важного класса функций, названных почти периодическими функциями Степанова. Он стал одним из основоположников советской школы в области качественной теории дифференциальных уравнений.
Как вспоминал Б. В. Гнеденко:

О его поразительном знании математической литературы среди аспирантов распространялись буквально легенды. К нему обращались за советом практически все аспиранты и никогда не получали отказа. Необходимая консультация иногда длилась всего одну-две минуты и проходила по пути В. В. Степанова на лекцию или семинар. И этого, как правило, бывало достаточно для дела.
Вячеслав Васильевич не терпел пустых разговоров и всякий раз, когда он замечал, что вопрос исчерпан, он немедленно прекращал разговор и быстро исчезал из поля зрения. Даже создавалось впечатление, что он все время куда-то торопится. На самом же деле он приучал нас беречь своё и чужое время и избегать пустопорожней болтовни.